# Enrico II di Bar
Enrico II di Bar o di Mousson (in francese Henri II de Bar; 1190 circa – 13 novembre 1239), fu conte di Bar, di Mousson, dal 1214 alla sua morte.

## Origine
Secondo la Chronica Albrici Monachi Trium Fontium, Enrico era l'unico figlio maschio del conte di Bar, di Mousson, Teobaldo I, e della sua seconda moglie, Ermesinda di Bar-sur-Seine, figlia di Guido I conte di Bar-sur-Seine e di Pétronille de Chacenay (figlia di Anserico II di Chacenay e di Hombeline).
Sia secondo la  Chronica Albrici Monachi Trium Fontium , che secondo la Genealogica ex Stirpe Sancti Arnulfi descendentium Mettensis, Teobaldo I di Bar era il figlio secondogenito del conte di Bar, di Mousson, Rinaldo II e della moglie, Agnese di Blois o di Champagne, che era la figlia femmina secondogenita del conte di Blois, di Chartres e di Châteaudun, Provins, signore di Sancerre e Amboise (Tebaldo IV), e poi conte di Conte di Champagne (conte di Troyes e conte di Meaux Tebaldo II), Tebaldo (filia comitis Campanie) e della moglie, che sempre secondo la Chronica Albrici Monachi Trium Fontium era Matilde di Carinzia (ca. 1106-1160) del casato degli Sponheim, figlia del margravio d'Istria, duca di Carinzia e reggente della marca di Verona, Enghelberto e di Uta di Passau.

## Biografia
Non molti anni dopo la sua nascita, nel 1195, i suoi genitori divorziarono (la conferma del divorzio si ha dal documento n° 91, datata 1196, della Collection des principaux cartulaires du diocèse de Troyes: Paraclet, France), e suo padre, Teobaldo I, nel 1197, si risposò per la terza volta con la contessa titolare di Lussemburgo, Ermesinda.
Teobaldo I, in quello stesso anno, negoziò ed ottenne dal conte di Lussemburgo, Ottone, la restituzione della contea di Lussemburgo, quindi Ermesinda rientrò nel titolo di contessa di Lussemburgo, che alla morte di Enrico IV, padre di Ermesinda, era stata requisita dall'imperatore, Enrico VI, che aveva consegnato il titolo di conte di Lussemburgo al fratello, Ottone.
Secondo John Allyne Gade, nel suo Luxemburg in the Middle Ages (non consultato), dopo che era stato scomunicato, nel 1211, Teobaldo I, assieme ad Enrico, raggiunse il sud della Francia per unirsi alla Crociata albigese, guidata da Simone IV di Montfort; prima di partire, secondo le Les chartes du Clermontois conservées au musée Condé à Chantilly (1069-1352), Teobaldo I fece un primo testamento a favore della terza moglie e dei figli, che corresse, nel 1214, dopo la morte del figlio Rinaldo e della figlia femmina di cui non conosciamo il nome.
Suo padre, Teobaldo I morì nel 1214, come ci viene confermato dalla  Chronica Albrici Monachi Trium Fontium ; secondo il Obits mémorables tirés de nécrologes luxembourgeois, rémois et messins, Revue Mabillon VI (non consultato), morì il 12 febbraio (II Id Feb).
Nelle contee di Bar e Mousson gli succedette Enrico, il figlio maschio primogenito, come Enrico II; mentre la contea di Lussemburgo rimase alla terza moglie, Ermesinda di Lussemburgo.
Enrico prese parte alla battaglia di Bouvines.
Durante la guerra di successione di Champagne (1216-1221), Enrico sostenne il conte di Champagne e futuro re di Navarra, Tebaldo IV.
Nel 1225, non gradendo la nomina a vescovo di Verdun, di Raoul de Torote, secondo la Chronica Albrici Monachi Trium Fontium, Enrico si scontrò con Giovanni di Châlon, figlio del conte Stefano (Iohanne Cabilonensi filio comitis Stephani) ed Enrico di Macon, fratello del defunto conte di Vienne (Henrico Viennensi frater Gerardi iam defuncti); Enrico fu fatto prigioniero e fu liberato solo dopo aver accettato il nuovo vescovo di Verdun.
Dopo la morte del re di Francia, Luigi VIII, avvenuta nel 1226, Enrico appoggiò Tebaldo IV di Champagne e fece parte di un gruppo di nobili che, non avendo gradito che la reggenza fosse stata affidata alla regina madre, una donna oltretutto straniera, Bianca di Castiglia (reggente per il figlio minorenne Luigi IX il Santo), cercò di destabilizzare il regno di Francia.
Nel 1238 Tebaldo IV di Champagne (nel 1234, il 7 aprile, dopo la morte dello zio, il fratello di sua madre, il re di Navarra, Sancho VII il Forte, Tebaldo era stato scelto come re dai navarresi ed aveva ricevuto la corona di Navarra) ebbe il comando di un esercito crociato in Terra santa (la cosiddetta crociata del 1239, indetta da papa Gregorio IX); Enrico, secondo il Recueil des historiens des croisades. Historiens occidentaux. Tome second, partecipò alla crociata, che, partita da Aigues-Mortes e da Marsiglia arrivò a San Giovanni d'Acri, il 1º settembre 1239; si diresse immediatamente verso sud, per attaccare Ascalona e Gaza, come conferma anche il Recueil des historiens des croisades. Historiens occidentaux., ma, i crociati furono sconfitti, ed il conte Enrico II morì in combattimento; anche lo storico britannico e noto medievalista e bizantinista, Steven Runciman, nel suo A History of the Crusades, Vol. 3 i crociati sbarcarono ad Acri, marciarono verso sud e a Giaffa vennero sconfitti.
Prima di partire per la crociata Enrico aveva fatto una donazione all'abbazia di Sainte Hoïlde.
Ad Enrico succedette il figlio maschio primogenito, Teobaldo, con la reggenza della madre, Filippa di Dreux, come ci viene confermato dal documento n° XLI del Cartulaire de l'abbaye de Sainte Hoïlde e da documento n° 2 delle Les chroniques de l'Ardenne et des Woëpvres.

## Matrimonio e discendenza
Enrico aveva sposato, nel dicembre 1219, Filippa di Dreux, figlia del capetingio (era nipote del re di Francia, Luigi VI), conte di Dreux e di Braine, Roberto II e di Yolande de Coucy, come ci viene confermato sia dalla  Chronica Albrici Monachi Trium Fontium; il contratto di matrimonio era del 6 novembre 1219. Prima di partire per la crociata, nel 1239, Enrico II aveva fatto una donazione all'abbazia di Sainte Hoïlde, per se stesso, per la moglie ed i figli. Nel 1240, Arnolfo conte di Los e Chisni (Arnoux cuens de Los et de Chisni) rese omaggio a Filippa (Phelippe contesse de Bar) e a suo figlio Teobaldo (Thiebaut son fil); nel 1242, Filippa e Teobaldo riconobbero una donazione fatta all'abbazia di Sainte Hoïlde. Filippa morì nel 1242.
Filippa diede a Enrico sei o sette figli:
- Teobaldo (1221 - ottobre 1291), conte di Bar, di Mousson[28];
- Enrico († dopo il 3 settembre 1249), che in quella data fece testamento[31];
- Rinaldo († 22 luglio 1271), che aveva sposato Maria di Quiévrain, come risulta dal documento n° I del Cartulaire de l'abbaye de Sainte Hoïlde[32];
- Erardo († 1235), che sposò Isabella di Lorena, figlia di Federico III di Lorena[30];
- Giovanna († prima del 1299), sposata in prime nozze con Federico di Blamont († 1255), ed, in seconde nozze con Luigi V di Looz (1235 † 1299), conte di Chiny, come ci viene confermato dal Balduinus de Avennis Genealogia[33];
- Margherita († 23 novembre 1273), che, secondo la Histoire généalogique de la maison royale de Dreux (Paris), Luxembourg, aveva sposato Enrico V di Lussemburgo[34];
- Isabella o Havise († 7 ottobre 1280), badessa al monastero di Clairfontaine[25].

## Ascendenza
|                            |   |                         | Genitori                |  |  | Nonni |  |  | Bisnonni         |  |  | Trisnonni           |  |
|                            |   |                         |                         |  |  |       |  |  | Rinaldo I di Bar |  |  | Teodorico II di Bar |  |
|                            |   |                         |                         |  |  |       |  |  | Rinaldo I di Bar |  |  | Teodorico II di Bar |  |
|                            |   | Ermentrude di Borgogna  |                         |  |  |       |  |  | Rinaldo I di Bar |  |  |                     |  |
| Rinaldo II di Bar          |   |                         |                         |  |  |       |  |  | Rinaldo I di Bar |  |  |                     |  |
|                            |   | Gisela di Vaudémont     | Gerardo I di Vaudémont  |  |  |       |  |  |                  |  |  |                     |  |
|                            |   | Gisela di Vaudémont     | Gerardo I di Vaudémont  |  |  |       |  |  |                  |  |  |                     |  |
|                            |   | Gisela di Vaudémont     | Heilwig di Egisheim     |  |  |       |  |  |                  |  |  |                     |  |
| Teobaldo I di Bar          |   | Gisela di Vaudémont     |                         |  |  |       |  |  |                  |  |  |                     |  |
|                            |   | Tebaldo II di Champagne | Stefano II di Blois     |  |  |       |  |  |                  |  |  |                     |  |
|                            |   | Tebaldo II di Champagne | Stefano II di Blois     |  |  |       |  |  |                  |  |  |                     |  |
|                            |   | Tebaldo II di Champagne | Adele d'Inghilterra     |  |  |       |  |  |                  |  |  |                     |  |
| Agnese di Blois            |   | Tebaldo II di Champagne |                         |  |  |       |  |  |                  |  |  |                     |  |
|                            |   | Matilde di Carinzia     | Enghelberto II d'Istria |  |  |       |  |  |                  |  |  |                     |  |
|                            |   | Matilde di Carinzia     | Enghelberto II d'Istria |  |  |       |  |  |                  |  |  |                     |  |
|                            |   | Matilde di Carinzia     | Uta di Passau           |  |  |       |  |  |                  |  |  |                     |  |
| Enrico II di Bar           |   | Matilde di Carinzia     |                         |  |  |       |  |  |                  |  |  |                     |  |
|                            | … | …                       |                         |  |  |       |  |  |                  |  |  |                     |  |
|                            | … | …                       |                         |  |  |       |  |  |                  |  |  |                     |  |
|                            | … | …                       |                         |  |  |       |  |  |                  |  |  |                     |  |
| Guido I di Bar-sur-Seine   | … |                         |                         |  |  |       |  |  |                  |  |  |                     |  |
|                            |   | …                       | …                       |  |  |       |  |  |                  |  |  |                     |  |
|                            |   | …                       | …                       |  |  |       |  |  |                  |  |  |                     |  |
|                            |   | …                       | …                       |  |  |       |  |  |                  |  |  |                     |  |
| Ermesinda di Bar-sur-Seine |   | …                       |                         |  |  |       |  |  |                  |  |  |                     |  |
|                            |   | Anserico II di Chacenay | …                       |  |  |       |  |  |                  |  |  |                     |  |
|                            |   | Anserico II di Chacenay | …                       |  |  |       |  |  |                  |  |  |                     |  |
|                            |   | Anserico II di Chacenay | …                       |  |  |       |  |  |                  |  |  |                     |  |
| Petronilla di Chacenay     |   | Anserico II di Chacenay |                         |  |  |       |  |  |                  |  |  |                     |  |
|                            |   | …                       | …                       |  |  |       |  |  |                  |  |  |                     |  |
|                            |   | …                       | …                       |  |  |       |  |  |                  |  |  |                     |  |
|                            |   | …                       | …                       |  |  |       |  |  |                  |  |  |                     |  |
|                            |   | …                       |                         |  |  |       |  |  |                  |  |  |                     |  |

### Fonti primarie
- (LA)  Monumenta Germaniae Historica, Scriptores, tomus XXI.
- (LA)  Monumenta Germaniae Historica, Scriptores, tomus XXIII.
- (LA)  Monumenta Germaniae Historica, Scriptores,tom. XXV.
- (LA)  Epistolae cantuarienses: the letters of the prior and convent of Christ Church, Canterbury.
- (LA)  Recueil des historiens des Gaules et de la France. Tome 13.
- (LA)  Obituaires de Sens Tome II, Eglise cathédrale de Chartres.
- (LA)  Collection des principaux cartulaires du diocèse de Troyes: Paraclet, France.
- (FR)  Recueil des historiens des croisades. Historiens occidentaux. Tome second.
- (FR)  Les chroniques de l'Ardenne et des Woëpvres
- (LA, FR)  Cartulaire de l'abbaye de Sainte Hoïlde.
- (LA, FR)  Chartes du Clermontois.
- (LA, FR)  HISTOIRE ECCLESIASTIQUE ET CIVILE DE LORRAINE, Volume 2.

### Letteratura storiografica
- Charles Petit-Dutaillis, Luigi IX il Santo, cap. XX, vol. V, in Storia del mondo medievale, 1999, pp. 829–864.
- Rafael Altamira, La Spagna (1031-1248), cap. XXI, vol. V, in Storia del mondo medievale, 1999, pp. 865–896;
- (FR)  Histoire généalogique de la maison royale de Dreux (Paris), Luxembourg.